# 산드라 엘카세비치
산드라 엘카세비치(크로아티아어: Sandra Elkasević, 1990년 6월 21일~)는 크로아티아의 육상 선수, 정치인이다. 주 종목은 원반던지기로 결혼 전 이름은 산드라 페르코비치(크로아티아어: Sandra Perković)였다. 올림픽 2회 우승(2012, 2016) 및 세계 선수권 대회 2회 우승(2013, 2017)을 달성했으며 독보적인 유럽 선수권 대회 6회 우승(2010, 2012, 2014, 2016, 2018, 2022)을 달성했다. 또한 다이아몬드 리그에서 6회 우승했으며 기타 국제 대회에서 45회 우승했다.

## 경력
엘카세비치는 2009년 유럽 주니어 선수권 대회에서 크로아티아 신기록으로 금메달을 획득하면서 성공적인 경력을 이어갔다. 한 달 후, 독일 베를린에서 열린 2009년 세계 선수권 대회에서 대회 최연소로 결승에 진출했다. 
2010년 스페인 바르셀로나에서 열린 2010년 유럽 선수권 대회에서 금메달을 획득하여 최연소 유럽 선수권 대회 여자 원반던지기 우승자가 되었다. 2011년 6월에 도핑 검사에서 금지 약물로 지정된 정신자극제인 메틸헥산아민 양성 반응을 보이며 6개월간 선수 자격 정지 처분을 받으면서 2011년 세계 선수권 대회를 포함한 2011년 시즌 대부분의 대회에 출전하지 못했다. 이듬해인 2012년에 핀란드 헬싱키에서 열린 2012년 유럽 선수권 대회에서 우승하면서 우승 타이틀을 지켜냈다.
엘카세비치는 에디스 엘카세비치의 지도를 받았으며 개인 최고 기록과 국내 기록은 2017년 7월 스위스 벨린초나에서 열린 갈라 데이 카스텔리 대회에서 세운 71.41m이다. 당시 25년 만에 여자 선수가 던진 가장 긴 원반던지기 기록이다.
정계에도 진출하여 2015년 제8대 총선에 당선하여 크로아티아 의회 의원이 되었다.